# Вуж бронзовий смугастий
Вуж бро́нзовий смуга́стий (Dendrelaphis striatus) — неотруйна змія з роду бронзових вужів родини Вужеві. Цей вид зустрічається досить рідко і погано вивчений.

## Опис
Загальна довжина досягає 1,2 м. Голова невелика. Тулуб стрункий. Забарвлення більш-менш одноколірне без контрастних поздовжніх смуг на тулубі. Широка чорна смуга, що починається від кінчика морди й проходить через око, уривається в області шиї. Свою назву ця змія отримала за часті вузькі низько розташовані темні смуги, які більш чітко помітні у передній частині. Нижні частини бічної луски тулуба забарвлені у блакитний колір, який стає помітний, коли змія у збудженому стані роздуває шию.

## Спосіб життя
Полюбляє тропічні ліси. Усе життя проводить на деревах. Активна вдень. Харчується земноводними та ящірками.
Це яйцекладна змія. Самка відкладає від 3 до 5 яєць.

## Розповсюдження
Мешкає на півдні Таїланду, у Малайзії, на островах Калімантан та Суматра (Індонезія).